# Poa laxa ssp. laxa
Poa laxa ssp. laxa là một phân loài cỏ trong họ hòa thảo, thuộc chi poa.